# Neddemin
Neddemin est une commune rurale allemande de l'arrondissement du Plateau des lacs mecklembourgeois (Mecklembourg-Poméranie-Occidentale).

## Géographie
Neddemin se trouve dans la vallée supérieure de la Tollense à dix kilomètres de Neubrandenburg.

## Histoire

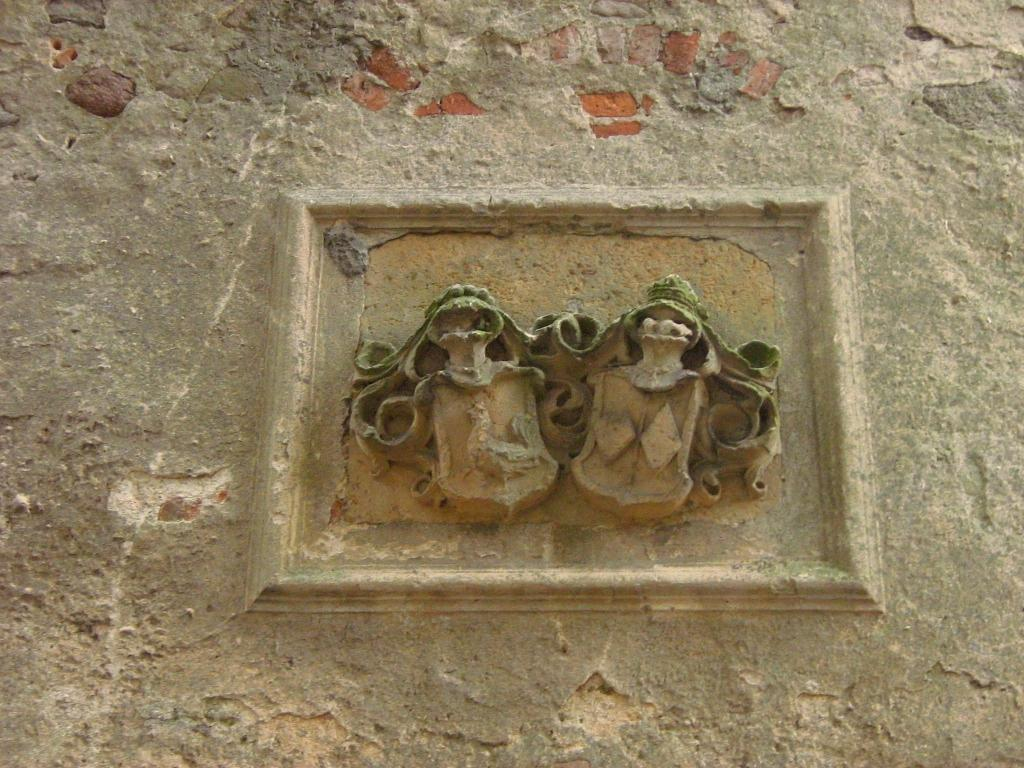
Blasons des seigneurs de Neddenim à l'église

Le village est mentionné dans un document du margrave Albert III de Brandebourg en 1285. L'église date du début du XIVe siècle à l'époque où le village appartenait à l'abbaye cistercienne d'Himmelpfort. Son manoir a été bâti en 1800.